# Пиевепелаго
Пиевепѐлаго (на италиански: Pievepelago, на местен диалект la Piéva, ла Пиева) е село и община в Северна Италия, провинция Модена, регион Емилия-Романя. Разположено е на 781 m надморска височина. Населението на общината е 2239 души (към 2012 г.).